# Historia Liberii
Historia Liberii jest ewenementem wśród państw kontynentu afrykańskiego, ponieważ kraj ten jako jedyny nie rozwinął się z dawnych posiadłości kolonialnych, ani z przedkolonialnego afrykańskiego państwa, lecz powstał na początku XIX wieku, kiedy prywatne towarzystwa zaczęły finansować w Afryce Zachodniej kolonie oswobodzonych czarnoskórych niewolników ze Stanów Zjednoczonych.

## Powstanie Liberii

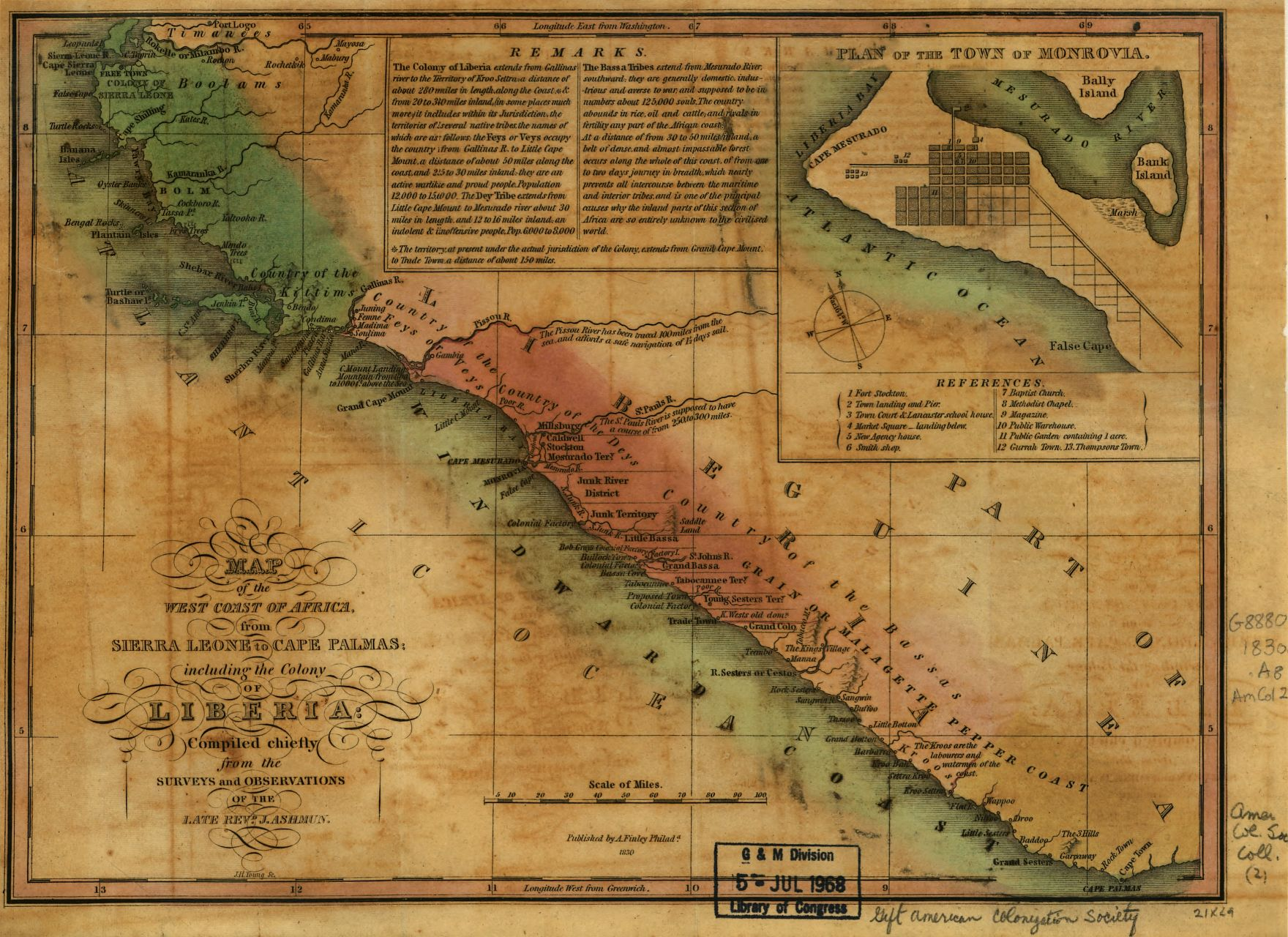
mapa Liberii z 1830 r.

Wybrzeże znane Europejczykom od XV w. (odkrycie Portugalczyków), sporadyczne kontakty handlowe. W 1822 r. zaczęły powstawać tu osady, zakładane pod auspicjami amerykańskich towarzystw filantropijnych, między innymi Amerykańskiego Towarzystwa Kolonizacyjnego, dla wyzwalanych murzyńskich niewolników. W latach 1822–1892 osiedliło się na tych terenach ok. 16,4 tys. Murzynów amerykańskich, którzy nazwali się później Amerykanoliberyjczykami (stanowili elitę społeczną), w odróżnieniu od 5,7 tys. „Kongijczyków” – niewolników afrykańskich uwolnionych przez flotę amerykańską i brytyjską. W 1847 r. osady proklamowały powstanie niepodległego państwa republikańskiego, które nazwano Liberią (od łac. liber — „wolny”). W ostatnich dekadach XIX wieku osadnicy toczyli wojny ze stawiającą opór ludnością tubylczą, która po podboju była nie tylko pozbawiona wszelkich praw, ale i wykorzystywana jako siła niewolnicza. Od 1871 r. nasiliła się rywalizacja o te tereny pomiędzy Amerykanami a Brytyjczykami, Niemcami i Francuzami. Początkowo zwyciężył kapitał europejski, lecz od 1925 r. zaczęły wzrastać wpływy udziałów amerykańskich reprezentowanych między innymi przez Firestone Plantations Company. W latach 1882–1910 Liberia utraciła dużą część terytorium na rzecz Francji. Niepodległość Liberii uznała Wielka Brytania (1885 r.), a Francja zrobiła to dopiero w 1910 r. W latach 30. XX wieku mocarstwa zachodnie podejmowały próby przekształcenia Liberii w protektorat Ligi Narodów, na co władze państwa odpowiedziały poszukiwaniem alternatywnych sojuszników. Na takim tle doszło do krótkotrwałego zbliżenia polsko-liberyjskiego i nieudanej próby nawiązania wzajemnych relacji gospodarczych. Co więcej, ziemię w Liberii otrzymali pod uprawę polscy plantatorzy.
W czasie II wojny światowej Liberyjczycy walczyli po stronie aliantów. W latach 1878–1980 władzę w Liberii sprawowała Prawdziwa Partia Wigów, jedyna legalna partia w kraju. W 1943 r. prezydentem i szefem rządu został jej przywódca William Vacanarat Shadrach Tubman. Doprowadził do modernizacji państwa, zmniejszył dopływ kapitału amerykańskiego, zniósł nierówności społeczne między potomkami osadników i tubylcami. Z jego inicjatywy „nieamerykańscy Murzyni” w 1945 r. uzyskali reprezentację w parlamencie, a dwa lata później prawa wyborcze (ograniczone jednak cenzusem majątkowym) oraz możliwość pracy w służbach państwowych. W 1955 r. Liberia stała się członkiem ONZ. W 1959 r. zawarła układy wojskowe ze Stanami Zjednoczonymi, na mocy których mogły one użytkować lotnisko w Robertsfield i port Monrovii.

## Rządy Samuela Doe

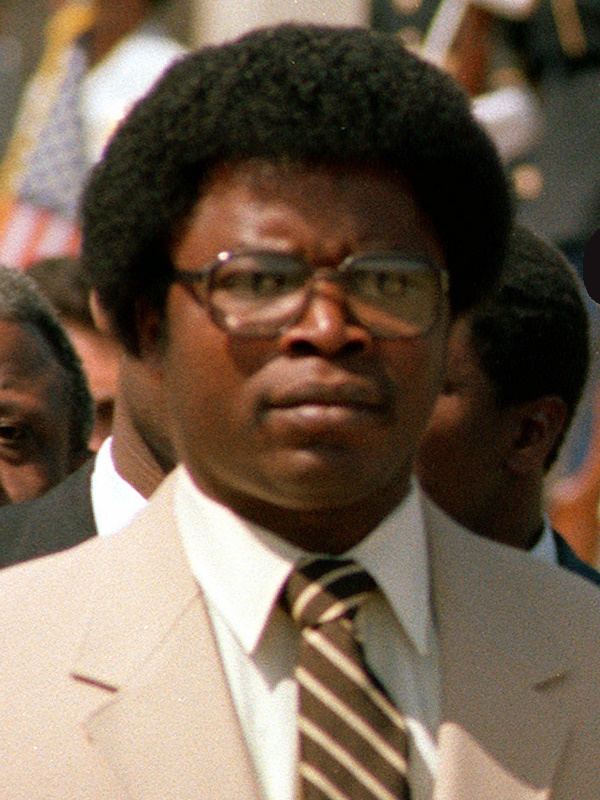
Samuel Doe

W kwietniu 1980 roku William Tolbert, prezydent Liberii i jednocześnie przewodniczący Organizacji Jedności Afrykańskiej został zamordowany przez starszego sierżanta Samuela Doe. Był to koniec władzy rodziny Tolbertów i Prawdziwej Partii Wigów. Władzę objęła Ludowa Rada Ocalenia na czele z Doe'em, który chroniony był przez gwardię szkoloną przez Izrael i tajne służby izraelskie. Utrzymał władzę przez 10 lat, ale nigdy nie ustanowił jej nad całym krajem. Sprawował rządy dyktatorskie, popierany przez Stany Zjednoczone, dla których Liberia odgrywała istotną rolę strategiczną w zimnowojennej rozgrywce na Czarnym Lądzie. W 1985 r. doszło do formalnej legitymizacji władzy – w rezultacie wyborów prezydenckich prezydentem został Doe (pierwszy Liberyjczyk pochodzenia tubylczego na stanowisku prezydenta). W tym samym roku doszło do zdławienia puczu wojskowego.
Koncepcja rządów Doe'a opierała się przede wszystkim na eksterminacji starej elity i faworyzowaniu własnej grupy etnicznej – plemienia Kru. Animozje plemienne zaostrzyła katastrofalna sytuacja gospodarcza, wynikająca ze zmniejszonego zapotrzebowania na tzw. tanią banderę oraz spadku wpływów z eksportu surowców naturalnych. Wywołało to niezadowolenie plemion Gio i Mano (Liberyjczycy pochodzenia amerykańskiego zostali prawie całkowicie wymordowani), którzy przystąpili do zbrojnej rebelii. I tak w 1989 roku w północno-wschodniej prowincji Nimba wybuchło powstanie, które doprowadziło do całkowitej destabilizacji kraju. Rząd USA próbował interweniować – naciskał na prezydenta Doe, aby ustąpił i umożliwił utworzenie rządu tymczasowego. Ponieważ naciski nie skutkowały, na początku sierpnia USA wysłały oddziały Marines w celu ewakuowania swoich obywateli. W grudniu 1989 roku Narodowe Patriotyczne Siły Liberii (NPFL), dowodzone przez Charlesa Ghankaya Taylora, wyruszyły z baz na Wybrzeżu Kości Słoniowej, rozpoczynając marsz na Monrovię.

## Rządy Charlesa Taylora
Pochodzący z 15 osobowej rodziny Taylor studiował w Stanach Zjednoczonych, gdzie uległ wpływom radykalnej studenckiej lewicy. Był członkiem rządu Doe'a. Został aresztowany w 1984 roku za defraudacje rządowych pieniędzy i przebywał na wygnaniu w USA. Do Afryki powrócił po czterech latach, by rozpocząć walkę o władzę. 
Wobec bierności sił rządowych, częstych dezercji i demoralizacji, oddziały NPFL w lipcu 1990 roku dotarły do stolicy. Broniący się w Monrovii prezydent Doe, zwrócił się o pomoc do Wspólnoty Gospodarczej Państw Afryki Zachodniej (ECOWAS). Głównie dzięki silnej presji dominującej w regionie Nigerii, w sierpniu 1990 roku wysłano do Liberii międzynarodowy korpus wojskowy ECOMOG – składający się głównie z wojsk nigeryjskich, początkowo dowodzony przez oficera z Ghany (interwencję poparły USA, obawiające się wzrostu wpływów libijskich w regionie). Zadaniem ECOMOG miało być doprowadzenie do przerwania walk. Siły te zapobiegły przejęciu władzy przez Taylora i miały udzielić schronienia ściganemu Doe'owi. Jednak do walki przeciw rządowi oraz NPFL przystąpiły oddziały rebelianckie Price’a Yormie Johnsona, które we wrześniu 1990 roku zdobyły pałac prezydencki i zamordowały prezydenta Doe. 
Od momentu śmierci Samuela Doe Liberia pozostawała bez formalnej władzy centralnej, stanowiąc klasyczny przykład kraju upadłego. W stolicy kraju względny ład utrzymywał ECOMOG, starający się wprowadzić tymczasowy rząd, czemu jednak przeciwstawiał się przywódca NPFL. Konferencja mediacyjna w stolicy Gambii Bandżulu w grudniu 1990 r. zdecydowała o utworzeniu rządu tymczasowego na czele z prezydentem Amosem Sawyerem. Nowe władze kontrolowały jedynie stolicę państwa. Większą część kraju opanowana była przez NPFL Taylora, nieuznającego rządu prezydenta Sawyera. Werbował on do swoich oddziałów głównie emigrantów oraz niezadowolonych Nigeryjczyków i Ghańczyków. Konflikt między głównymi siłami politycznymi, popieranymi przez rywalizujące ze sobą państwa afrykańskie, obrócił wniwecz międzynarodowe wysiłki mediacyjne i wprowadził kraj w stan permanentnego chaosu. Oddziały Taylora wkroczyły nawet do Sierra Leone, a ECOMOG stopniowo wypierała je, chcąc zmusić Taylora do ugody z rządem z Monrovii. Rząd ten pod osłoną ECOMOG i marionetkowym przewodnictwem Sawyera, a później Davida Kpormakpora, okazał się gabinetem słabym. Wiele postanowień i porozumień pokojowych było zrywanych, a pojednanie utrudniały kolejne podziały na frakcje wśród walczących. W końcu 1994 r. wynegocjowano powszechny, choć oparty na kruchych podstawach rozejm. Był on głównie zasługą prezydenta Ghany – Jerry’ego Rawlingsa. W sierpniu 1995 r. przywódcy zwaśnionych stron podpisali w Abudży porozumienie pokojowe, zakładające zaprzestanie działań zbrojnych i demokratyzację. Także ten układ został zerwany i ponownie wybuchły walki. Dopiero w 1996 r. zagraniczni negocjatorzy skłonili przywódców rywalizujących stron do zawarcia rozejmu i wyznaczenia terminu wyborów. Odbyły się one 19 lipca 1997 r. i zakończyły zwycięstwem Taylora i jego ugrupowania: Partii Narodowo-Patriotycznej. Obiecywał on trwały pokój, a wybory prezydenckie wygrał przygniatającą większością głosów.
W krwawych walkach zginęło ponad 200 tysięcy mieszkańców 3-milionowej Liberii. Licznym potyczkom towarzyszyła fala niespotykanego wcześniej okrucieństwa. Ponurym symbolem wojny stały się odurzone narkotykami dzieci-żołnierze. Ten sposób toczenia walk miał przetrwać jeszcze wiele lat. Idąc po trupach „Pappy”, jak go nazywali jego żołnierze, doszedł do celu.
Początkowo Taylor starał się zaprowadzić ład w pogrążonym w chaosie kraju. Dzięki międzynarodowej pomocy poprawiła się sytuacja mieszkańców doszczętnie zniszczonej stolicy. Nastąpiła odbudowa administracji państwowej oraz reforma armii. Jednak rządy Taylora były coraz bardziej autorytarne, opierały się na tajnej policji oraz zdominowanej przez bojowników NPFL armii. Po opuszczeniu Liberii przez oddziały ECOMOG w 1999 r. do działań przystąpili zwolennicy byłego dyktatora Samuela Doe. W międzyczasie ONZ oskarżyła Taylora o uzbrojenie i trenowanie rebeliantów w sąsiednim Sierra Leone oraz o zbrodnie przeciwko ludzkości.

## Druga wojna domowa, ruch kobiet liberyjskich na rzecz pokoju i zmiana rządu
Pierwsze po 1997 roku poważne problemy z bezpieczeństwem wewnętrznym Liberii odnotowano w kwietniu 1999 roku, gdy nieznana wcześniej uzbrojona banda zaatakowała tereny przy granicy z Gwineą. Stało się to powodem ataków (z początku dyplomatycznych) Charlesa Taylora na władze w Konakry za wspieranie rebelii. Do kolejnych walk w przygranicznym hrabstwie Lofa doszło w sierpniu. Taylor zaczął przygotowywać wraz ze sprzymierzeńcami w Sierra Leone i gwinejskimi dysydentami rebelię przeciw rządowi Gwinei. Uprzedziło ją w połowie 2000 roku ujawnienie się ugrupowania LURD (Liberyjczycy Zjednoczeni na rzecz Pojednania i Demokracji), które wkraczając z terytorium Gwinei do liberyjskiej Lofy dało początek nowej, czteroletniej wojnie o władzę w Monrovii. W odwecie nastąpił szturm tworzonych przez Taylora w sąsiednich krajach oddziałów na gwinejskie miasta przygraniczne. Wydarzenia w Liberii stały się znowu bezpośrednią przyczyną destabilizacji całego regionu. Członkowie ECOWAS ponownie chcieli wysłać do regionu korpus ECOMOG, co jednak spotkało się ze zdecydowanym sprzeciwem prezydentów Gwinei i Liberii, którzy nie życzyli sobie obcych wojsk na terytorium swoich krajów. Jednocześnie społeczność światowa, coraz wyraźniej zdając sobie sprawę, iż jedynie odsunięcie Taylora od władzy może zakończyć niepokoje trwające w regionie od przeszło 10 lat, starała się poprzez sankcje gospodarcze i polityczne doprowadzić do jego izolacji na arenie międzynarodowej.
W roku 2001 doszło do konsolidacji sił opozycyjnych, które rozpoczęły działania ofensywne przeciwko Taylorowi. Mimo ich początkowych sukcesów siłom prezydenckim udało się oddalić zagrożenie. W wyniszczonym i zmęczonym wojną społeczeństwie narastał sprzeciw wobec przemocy i okrucieństwa. W 2002 roku rozpoczęły się wielomiesięczne demonstracje kobiet domagających się natychmiastowego zakończenia wojny, wspierane przez organizację Women in Peacebuilding Network Africa. Na czele kampanii pod nazwą Masowa Akcja Kobiet Liberii na rzecz Pokoju (Women of Liberia Mass Action for Peace), w którą zaangażowały się kobiety różnych wyznań, stała młoda działaczka społeczna Leymah Gbowee, późniejsza laureatka Pokojowej Nagrody Nobla. Prowadzona bez przemocy akcja zyskała szerokie poparcie społeczne, przede wszystkim wśród liberyjskich kobiet, zdecydowanych walczyć o bezpieczeństwo swoich rodzin i własne. Jednocześnie w marcu 2003 roku Sąd Specjalny dla Sierra Leone oskarżył Taylora o handel bronią i podsycanie rebelii w sąsiednich krajach. W kwietniu manifestujące kobiety doprowadziły w Monrovii do spotkania z Taylorem i wymogły na nim obietnicę podjęcia rozmów pokojowych. W obliczu coraz silniejszej presji międzynarodowej przyparty do muru Taylor rozpoczął w czerwcu 2003 r. w Ghanie rozmowy dotyczące rozejmu. W sierpniu zrezygnował z urzędu i zbiegł do Nigerii, gdzie uzyskał azyl polityczny. Pokój kończący wojnę domową w Liberii podpisano 18 sierpnia 2003 roku w stolicy Ghany Akrze.
Władzę w kraju przejął rząd tymczasowy wspierany przez żołnierzy ECOWAS, którego zadaniem było rozdzielenie i demobilizacja walczących stron, zapewnienie bezpieczeństwa i możliwości działania organizacjom niosącym pomoc humanitarną. Jako szef państwa zaprzysiężony został dotychczasowy wiceprezydent Moses Blah, sprawujący władzę do 2 października, kiedy odbyły się wybory powszechne.

## Stabilizacja kraju
Nowy prezydent, Moses Blah, nie był postacią nieznaną. Był jednym z najbliższych współpracowników Taylora podczas powstania w 1989 roku. Następnie popadł w niełaskę i został nawet aresztowany na tydzień za „podejrzenie spiskowania z USA”. Jednak gniew prezydenta nie trwał długo i Blah został mianowany wiceprezydentem. Obejmując władzę, Blah wziął na siebie odpowiedzialność za zaprowadzenie pokoju i powrotu Liberii na ścieżkę praworządności. Proponując urząd wiceprezydenta przedstawicielowi LURD, zrobił pierwszy krok. Niestety wszystko wskazywało na to, że rebelianci nie zadowolą się tym stanowiskiem. Sytuacja była stabilna tylko w stolicy, a w części kontrolowanej przez buntowników nadal dochodziło do morderstw i kradzieży. Wojska misji pokojowej były za słabe, by ryzykować otwarty konflikt z wciąż dużymi siłami LURD.
W październiku 2003 roku Rada Bezpieczeństwa ONZ powołała operację UNMIL, która miała nadzorować odbudowę kraju aż do wyborów w 2005 roku. Na mocy porozumień pomiędzy LURD, MODEL (Movement for Democracy in Liberia – ujawniła się w pierwszych miesiącach 2003 roku) i reprezentantami władz w Monrovii, w październiku tymczasowo funkcję prezydenta objął Gyude Bryant, 54-letni ekonomista i biznesmen, członek Liberia Action Party. Zaprzysiężenie stosunkowo mało znanego biznesmena na prezydenta Liberii uważano powszechnie za dobre posunięcie, nie antagonizujące nikogo spośród niedawnych walczących. Gyude Bryant, który wcześniej dał się poznać jako przeciwnik przemocy w Liberii, został wybrany na stanowisko szefa koalicyjnego rządu przejściowego – w skład jego 21-osobowego gabinetu weszli przedstawiciele wszystkich walczących stron.

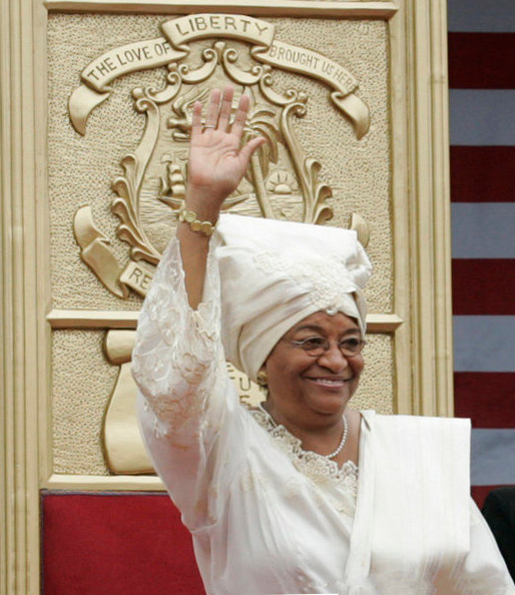
Ellen Johnson-Sirleaf

8 listopada 2005 r. pod nadzorem 15 tysięcy żołnierzy ONZ w Liberii odbyły się wybory prezydenckie i parlamentarne. Faworytem do prezydentury był niespełna 40-letni były as piłkarski, George Weah. Jednak prezydentem została Ellen Johnson-Sirleaf, popierana m.in. przez organizacje kobiet działające na rzecz pokoju. Tym samym 67-letnia finansistka została pierwszą w historii Afryki kobietą wybraną na przywódcę kraju w wolnych wyborach. Po trwającej 14 lat wojnie domowej dało to Liberii szanse na pokój i stabilizację. Jedną z pierwszych decyzji Johnson-Sirleaf po zaprzysiężeniu było żądanie ekstradycji Taylora z Nigerii i przekazanie go  Sądowi Specjalnemu dla Sierra Leone rozpatrującemu przypadki zbrodni wojennych. W 2006 roku rząd Johnson-Sirleaf powołał krajową komisję badającą przyczyny wojny domowej i popełnione podczas niej zbrodnie (Truth and Reconciliation Commission). W listopadzie 2011 roku Ellen Johnson-Sirleaf została wybrana na drugą kadencję.
Rola kobiet liberyjskich w procesie pokojowym i ich działania na rzecz poszanowania praw człowieka zyskały uznanie w kraju i za granicą. W 2011 roku przywódczyni ruchu kobiet liberyjskich na rzecz pokoju, Leymah Gbowee, oraz prezydent Ellen Johnson-Sirleaf zostały laureatkami Pokojowej Nagrody Nobla).
W maju 2012 roku Charles Taylor został skazany przez Sąd Specjalny dla Sierra Leone na 50 lat więzienia za zbrodnie przeciwko ludzkości i zbrodnie wojenne (w tym m.in. ludobójstwo, okrucieństwo wobec ludności cywilnej, praktykowanie niewolnictwa, przymusowe wcielanie do wojska dzieci).
Odbudowująca się po 14-letnim okresie wojen domowych Liberia korzysta z pomocy finansowej rządów innych państw i organizacji międzynarodowych. Pomoc z UE przeznaczona jest przede wszystkim na wsparcie rozwoju, edukacji i repatriacji uchodźców.